# Marco Orsi (lekkoatleta)
Marco Orsi (ur. 17 lutego 1972) – włoski lekkoatleta, długodystansowiec.
Srebrny medalista mistrzostw Europy juniorów w biegu na 20 kilometrów (1991).
W 2002 zwyciężył w maratonie w Bolonii z czasem 2:20:11.